# Nicolas Ivanoff
Nicolas Ivanoff (* 4. Juli 1967 in Ajaccio, Korsika) ist ein französischer Kunstflugpilot und Fluglehrer, der aktuell mit der Startnummer 27 in der Red Bull Air Race Weltmeisterschaft startet. Sein Nickname ist „The Quick Corsican“.

## Karriere

### Anfänge
Nachdem Ivanoff die meiste Zeit seines Erwachsenenlebens als Fluglehrer auf Korsikas berühmter Flugschule „Corse Voltige“ zugebracht hatte, wurde Ivanoff 1990 Kunstflugpilot. Sieben Jahre später trat er dem französischen Kunstflug-Team bei und war auch Mitglied des französischen Teams, das die Weltmeisterschaft 2000 in Toulouse gewann.
- 1994  Start der Kunstflugkarriere
- 1997 – 2005 Mitglied des französischen Kunstflug-Nationalteam

### Wettbewerbskunstflug
Ivanoff begann mit dem Kunstflug Anfang der 1990er Jahre und war bereits 1997 Mitglied des französischen Kunstflugteams. Seitdem ist er  jedes Jahr unter den Top 10 bei diversen Kunstflugwettbewerben, Europameisterschaften oder Weltmeisterschaften. Bei unlimitierten französischen Kunstflugmeisterschaften 2004 erreichte er den zweiten Platz. Als französischer Spitzenpilot gilt der schnelle Korse (The Quick Corsican), wie er genannt wird, seit 2005 als Markenbotschafter im Hamilton-Team. Seitdem umfliegt er mit seinen Hamilton-Marken die Welt. Auftritte zu jeder Saison bei internationalen offiziellen Wettbewerben, aber auch mit starken Emotionen beim Publikum verschiedener Air Shows weltweit wie in Oshkosh, Wisconsin (USA), den Free Flight Shows in Frankreich und den Red Bull Air Races auf der ganzen Welt.

## Erfolge

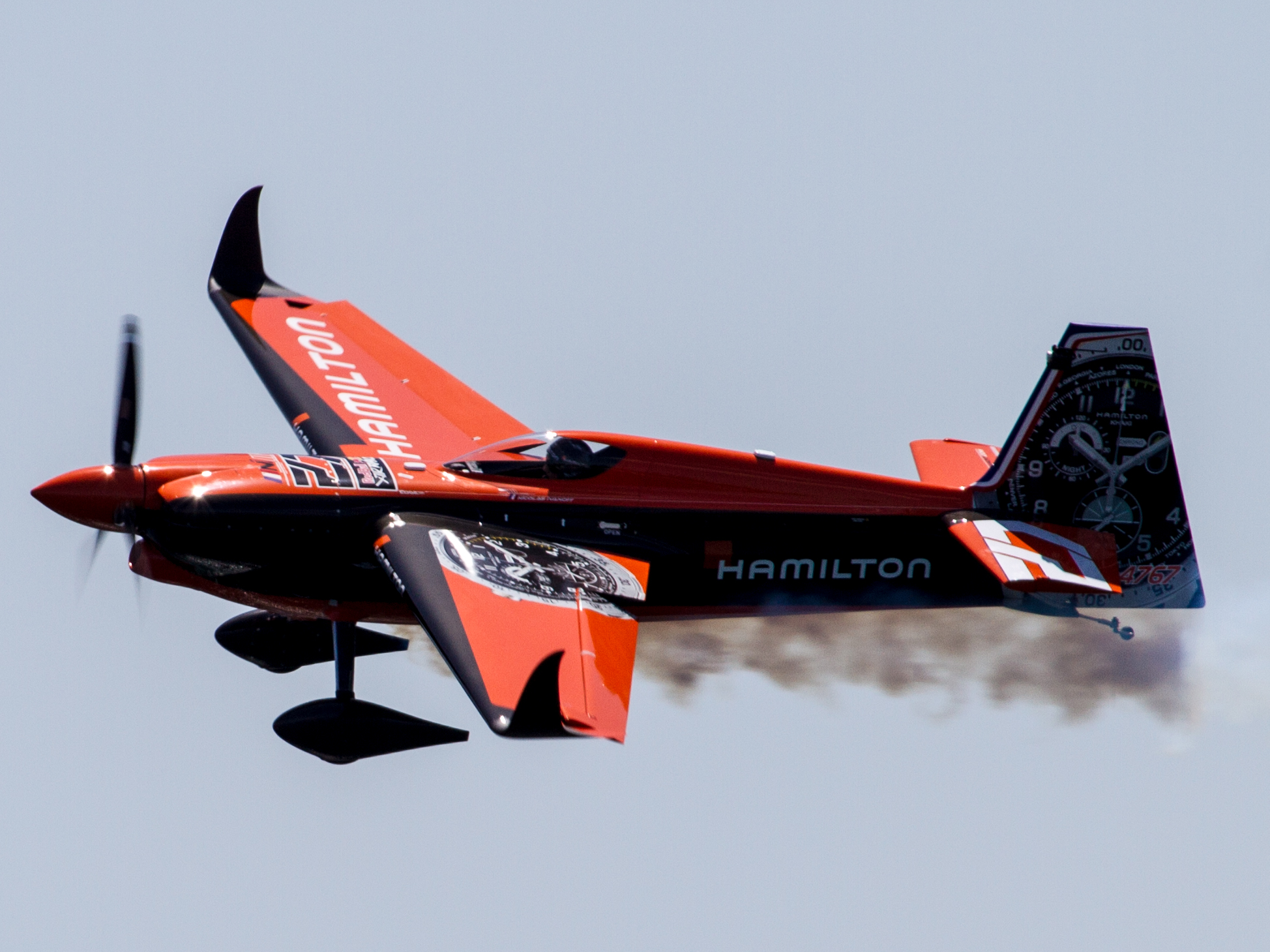
Zivko Edge 540 V2 von Nicolas Ivanoff beim Red Bull Air Race 2017 in Chiba

### Red Bull Air Race Weltmeisterschaft
Nicolas Ivanoff bewies seine Fertigkeiten als ernsthafter Titelkandidat mit seinem Sieg in San Diego und einer podiumgefüllten ersten Hälfte der Saison 2009. Die elegante Art, mit der der Franzose durch die engen Passagen fliegt, lässt auch die anderen Piloten staunen. Und sie ist erfolgreich: 2014 steigerte sich Ivanoff von Rennen zu Rennen, stand zu Ende der Saison gleich zwei Mal ganz oben auf dem Siegerpodest und verpasste als Vierter nur denkbar knapp das Podium im WM-Gesamtranking.
Bei der Red Bull Air Race World Series wird Ivanoff von der Hamilton Watch Company gesponsert.

#### 2004–2010
| Nicolas Ivanoff bei der Red Bull Air Race Weltmeisterschaft | Nicolas Ivanoff bei der Red Bull Air Race Weltmeisterschaft | Nicolas Ivanoff bei der Red Bull Air Race Weltmeisterschaft | Nicolas Ivanoff bei der Red Bull Air Race Weltmeisterschaft | Nicolas Ivanoff bei der Red Bull Air Race Weltmeisterschaft | Nicolas Ivanoff bei der Red Bull Air Race Weltmeisterschaft | Nicolas Ivanoff bei der Red Bull Air Race Weltmeisterschaft | Nicolas Ivanoff bei der Red Bull Air Race Weltmeisterschaft | Nicolas Ivanoff bei der Red Bull Air Race Weltmeisterschaft | Nicolas Ivanoff bei der Red Bull Air Race Weltmeisterschaft | Nicolas Ivanoff bei der Red Bull Air Race Weltmeisterschaft | Nicolas Ivanoff bei der Red Bull Air Race Weltmeisterschaft | Nicolas Ivanoff bei der Red Bull Air Race Weltmeisterschaft | Nicolas Ivanoff bei der Red Bull Air Race Weltmeisterschaft | Nicolas Ivanoff bei der Red Bull Air Race Weltmeisterschaft | Nicolas Ivanoff bei der Red Bull Air Race Weltmeisterschaft |
| Jahr                                                        | 1                                                           | 2                                                           | 3                                                           | 4                                                           | 5                                                           | 6                                                           | 7                                                           | 8                                                           | 9                                                           | 10                                                          | 11                                                          | 12                                                          | Punkte                                                      | Siege                                                       | Rang                                                        |
| ----------------------------------------------------------- | ----------------------------------------------------------- | ----------------------------------------------------------- | ----------------------------------------------------------- | ----------------------------------------------------------- | ----------------------------------------------------------- | ----------------------------------------------------------- | ----------------------------------------------------------- | ----------------------------------------------------------- | ----------------------------------------------------------- | ----------------------------------------------------------- | ----------------------------------------------------------- | ----------------------------------------------------------- | ----------------------------------------------------------- | ----------------------------------------------------------- | ----------------------------------------------------------- |
| 2004                                                        | DNP                                                         | 5.                                                          | DNS                                                         |                                                             |                                                             |                                                             |                                                             |                                                             |                                                             |                                                             |                                                             |                                                             | 2                                                           | 0                                                           | 8.                                                          |
| 2005                                                        | 4.                                                          | 6.                                                          | 6.                                                          | 2.                                                          | 7.                                                          | 7.                                                          | 6.                                                          |                                                             |                                                             |                                                             |                                                             |                                                             | 11                                                          | 0                                                           | 7.                                                          |
| 2006                                                        | 5.                                                          | 5.                                                          | 9.                                                          | CAN                                                         | 5.                                                          | 6.                                                          | 9.                                                          | 9.                                                          | 9.                                                          |                                                             |                                                             |                                                             | 7                                                           | 0                                                           | 7.                                                          |
| 2007                                                        | 9.                                                          | 11.                                                         | 12.                                                         | 13.                                                         | CAN                                                         | 8.                                                          | 9.                                                          | 12.                                                         | 6.                                                          | 7.                                                          | CAN                                                         | 1.                                                          | 7                                                           | 1                                                           | 7.                                                          |
| 2008                                                        | 9.                                                          | 10.                                                         | 6.                                                          | CAN                                                         | 11.                                                         | 2.                                                          | 10.                                                         | 9.                                                          | CAN                                                         | 5.                                                          |                                                             |                                                             | 19                                                          | 0                                                           | 9.                                                          |
| 2009                                                        | 3.                                                          | 1.                                                          | 9.                                                          | 8.                                                          | 12.                                                         | 7.                                                          |                                                             |                                                             |                                                             |                                                             |                                                             |                                                             | 33                                                          | 1                                                           | 5.                                                          |
| 2010                                                        | 9.                                                          | 6.                                                          | 6.                                                          | 7.                                                          | 6.                                                          | 5.                                                          | CAN                                                         | CAN                                                         |                                                             |                                                             |                                                             |                                                             | 33                                                          | 0                                                           | 6.                                                          |
| Die Serie wurde zwischen 2011 und 2013 ausgesetzt           |                                                             |                                                             |                                                             |                                                             |                                                             |                                                             |                                                             |                                                             |                                                             |                                                             |                                                             |                                                             |                                                             |                                                             |                                                             |

#### Seit 2014
| Jahr | 1   | 2   | 3   | 4   | 5   | 6   | 7  | 8   | Punkte | Siege | Rang |
| ---- | --- | --- | --- | --- | --- | --- | -- | --- | ------ | ----- | ---- |
| 2014 | 8.  | 5.  | 11. | 6.  | 3.  | 1.  | 6. | 1.  | 42     | 2     | 4.   |
| 2015 | 8.  | 4.  | 9.  | 14. | 4.  | 9.  | 7. | 7.  | 15     | 0     | 9.   |
| 2016 | 1.  | 7.  | 14. | 7.  | 7.  | 7.  | 6. | CAN | 35     | 1     | 5.   |
| 2017 | 5.  | 7.  | 13. | 7.  | 11. | 11. | 9. | 13. | 16     | 0     | 11.  |
| 2018 | 10. | 14. | 12. | 7.  | 10. | 6.  | 3. | 9.  | 22     | 0     | 10.  |
| 2019 | 4.  | 7.  | 11. | 5.  |     |     |    |     | 47     | 0     | 7.   |

(Legende: CAN = Abgesagt; DNP = Nicht teilgenommen; DNS = Nicht gestartet; DSQ = Disqualifiziert)

### Weitere Wettbewerbe

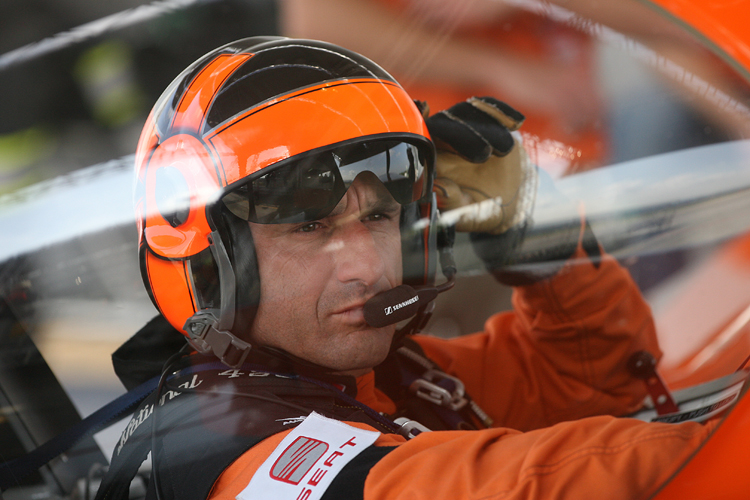
Nicolas Ivanoff in seiner Edge 540 (2009)

- 1997 – 1999 – 2002 – 2004 – 2008 Europameisterschaft
- 1998 – 2000 – 2001 – 2003 – 2008 Weltmeisterschaft
- 2000 World Aerobatics Champion Team
- 2001 World Aerobatics Champion Team
- 2008 Bronze European Championships Free
- 2008 7. Platz bei den European Championships
- 2012 Silber im Team bei der European Aerobatic Championships in der Slowakei
- 2013 9. Platz bei den Aerobatic World Championships in Sherman, Texas, USA